# 管兰香
管兰香（学名：Isotrema cathcartii）又名萝卜防已、白背马兜铃，是马兜铃科关木通属的植物。分布于锡金、印度、不丹、缅甸、尼泊尔以及中国大陆的云南、西藏，生长于海拔400米至7,600米的地区，多生长在山沟阔叶林中，目前尚未由人工引种栽培。
叶窄卵形, 背部密被白色丝质长绵毛; 檐部矩形, 开口微下倾, 裂片密被暗紫色乳突; 喉部矩形, 黄色密被紫黑色斑点。
管兰香的分类存在争议。部分研究者认为管兰香与袋形关木通为同一物种，但更多研究者认为二者是不同物种。